# Ganterie de Saint-Junien
La ganterie de Saint-Junien comprend un ensemble de procédés de traitement et façonnage du cuir préalables à la fabrication de gants, dans la ville de Saint-Junien, située dans le département français de la Haute-Vienne, en région Nouvelle-Aquitaine.
L'activité se développe dès le Moyen Âge de façon artisanale et prend une dimension industrielle au XIXe siècle. Cette production est encouragée par la tradition d'élevage de la région et par la présence de la Vienne, dont les eaux sont nécessaires au traitement des peaux animales. 
Florissante du milieu du XIXe siècle au milieu du XXe siècle, la ganterie de Saint-Junien subit une crise importante dans les années 1960 à 1990. Cependant, au début du XXIe siècle, plusieurs entreprises continuent de produire des gants, sur place pour tout ou partie, à la faveur de diversifications, d'une patrimonialisation de la tradition industrielle et surtout d'un repositionnement vers le luxe. Cette production traditionnelle vaut encore aujourd'hui à la ville le surnom de « cité gantière ».
Depuis 2008, le savoir-faire de la ganterie de peau à Saint-Junien est inscrit à l'Inventaire du patrimoine culturel immatériel en France, pour ce qui concerne l'entreprise Agnelle. Celui de la mégisserie, étape préalable indispensable à la conception des gants, l'est pour l'entreprise Colombier.
Le travail du cuir constitue l'une des activités manufacturières emblématiques de la région de Saint-Junien, dont la vocation industrielle se matérialise aussi par la production de feutre et de papier.

## Contexte

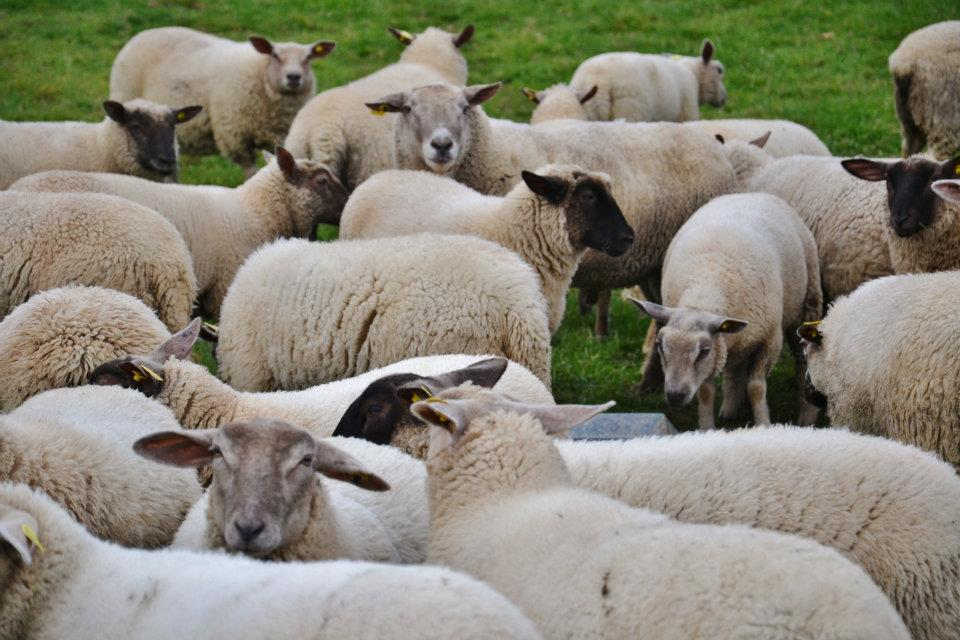
Ovins en Haute-Vienne.

L'abondance et la qualité de l'eau, la présence d'ovins et bovins, de bois de châtaignier nécessaire à la production de tanins, sont historiquement présentés comme des facteurs déterminants dans l'essor de la ganterie saint-juniaude, même si ces paramètres sont discutables, les ressources naturelles n'étant par exemple que des « facteurs occasionnels d'apparition » de l'industrie, tandis que la capacité des artisans locaux à s'insérer dans les grands circuits commerciaux apparaît déterminante dès les premiers siècles de l'essor de l'activité. Parmi les facteurs permettant la réussite de l'industrie saint-juniaude, figure aussi la fréquentation importante des pèlerins visitant les reliques de saint Amand et saint Junien.

## Histoire

### Débuts
Le travail du cuir à Saint-Junien est probable au XIe siècle ou au XIIe siècle, car le matériau est nécessaire à la confection de parures pour les abbés et les prévôts. Au XIVe siècle, dans la chronique qu'il fait de la cité sur plusieurs siècles, le chanoine Étienne Maleu évoque un artisanat des sacs de cuir dans le contexte du transfert de reliques saintes en l'an 1100. 
La ganterie de Saint-Junien est évoquée plus explicitement à la fin du Moyen Âge, lors du passage que le roi Louis XI aurait effectué à Saint-Junien en 1463 pour engager la construction de l'église Notre-Dame-du-Pont, épisode commémoré lors des ostensions septennales, importante manifestation religieuse et culturelle. À cette occasion, des gantiers lui auraient remis des gants, ainsi qu'à la reine. 
La structuration de l'artisanat local est attestée au XVIe siècle, et d'ores et déjà le nombre important de gantiers, dont la production est prioritairement destinée à une clientèle urbaine, prouve que Saint-Junien est exportatrice. Une mention datée du 26 novembre 1530 fait état des rentes du gantier André Soury, établi rue du Landeix. Outre ce dernier, plusieurs autres patronymes gantiers sont relevés à cette époque : Balestat, Bardet, Bayet, Bernard, Bloumet, Deglane, Chareix, Chayne, Clémenson, des Harses, Mercier, Rouhet, Lemasson,.

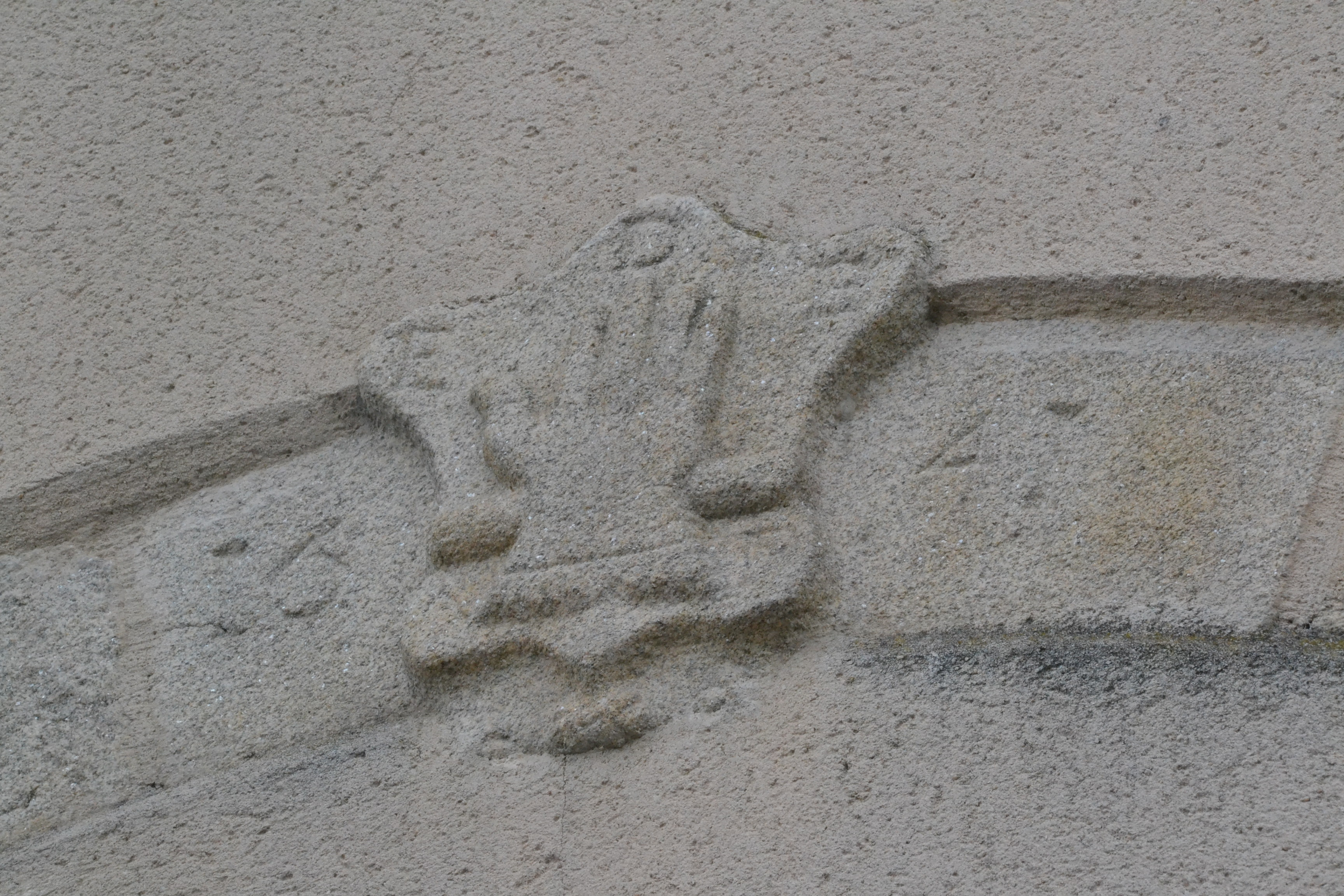
Enseigne sculptée d'un gantier, datée de 1641, représentant un gant à manchette et un bâton à délainer les peaux de mouton,.

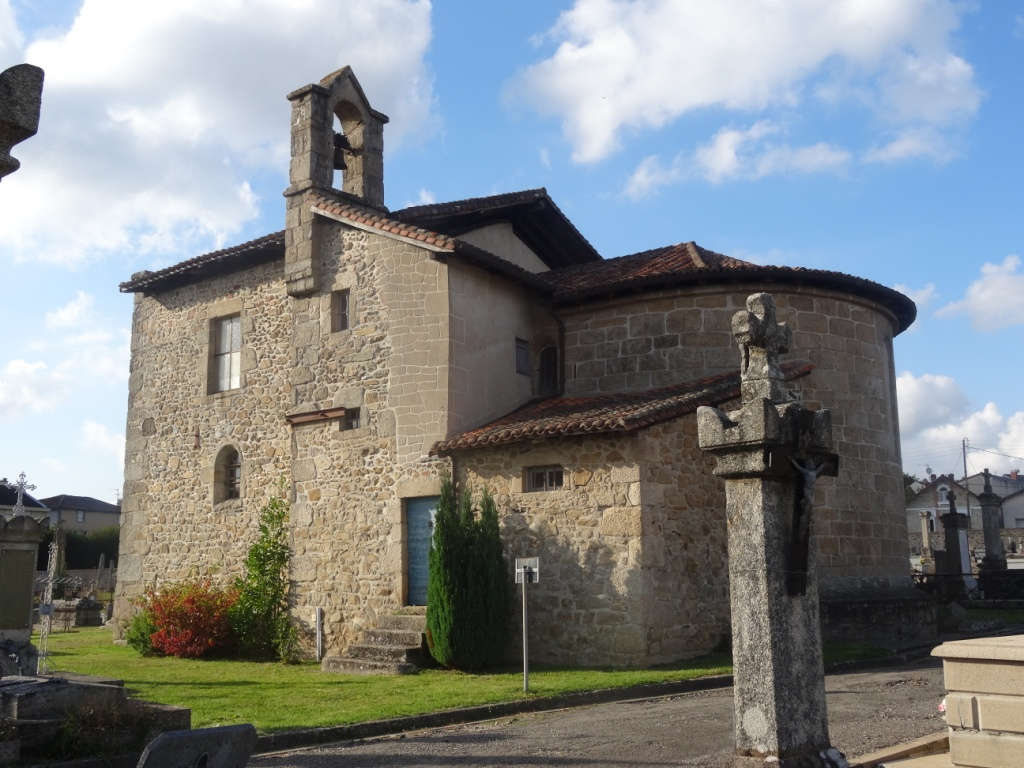
La chapelle du cimetière, lieu de réunion de la corporation des gantiers.

Au XVIIe siècle, l'activité se développe encore davantage, avec l'essor des foires, la proximité des marchands de Limoges qui seuls se chargent de la commercialisation, et la force acquise par la corporation des maîtres gantiers, créée en 1620, et dont les assemblées se réunissent dans la chapelle du cimetière dédiée à sainte Madeleine. L'évolution des modes vestimentaires a probablement un rôle dans la réussite de la ganterie, qui est attestée par l'étude des actes notariés, relatifs à l'achat de peaux et la vente des moutons, puis des gants.  Dès le XVIIe siècle, le besoin en matière incite à l'approvisionnement auprès de troupeaux plus éloignés, notamment en Angoumois.
La mégisserie constitue son propre quartier, au bord de la Vienne, près du pont Notre-Dame. Le pelanage (trempage et fermentation des peaux dans des bains de lait de chaux), qui permet la récupération des cuirs, est mis au point et nécessite de fait une ressource en eau importante,.
Le développement de la ganterie entretient plusieurs métiers ; outre les gantiers et les mégissiers, couturières, bouchers mais aussi drapiers et papetiers, qui acquièrent la laine et la colle issus du délainage, profitent des affaires. En 1655, 25 fabricants de gants sont répertoriés, sur le plan Collin de la ville. Principalement établis dans le sud-est du centre-ville (actuelles rues Guizier, Dubois et Lamartine), les gantiers travaillent à domicile, dans une boutique établie au rez-de-chaussée, sur une table en noyer, avec quelques simples outils (instruments en fer pour assouplir la peau, ciseaux, outils en bois à tourner les gants…). La production comprend des gants pour femmes et hommes, parfois pour enfants, en quelques coloris (blanc, gris, chair, noisette…) et assortis de quelques ornements, et parfois parfumés (musc, civette, camphre, ambre).
Le XVIIIe siècle est plus morose, tandis que les ganteries de Paris et de Grenoble prennent le dessus. À la veille de la Révolution, l'activité demeure artisanale (70 employeurs, 300 employés, utilisation de procédés simples pour la mégisserie comme l'alun, la farine et le jaune d'œuf), même si les exportations outre-Atlantique sont attestées.

### Développement industriel (XIXesiècle)

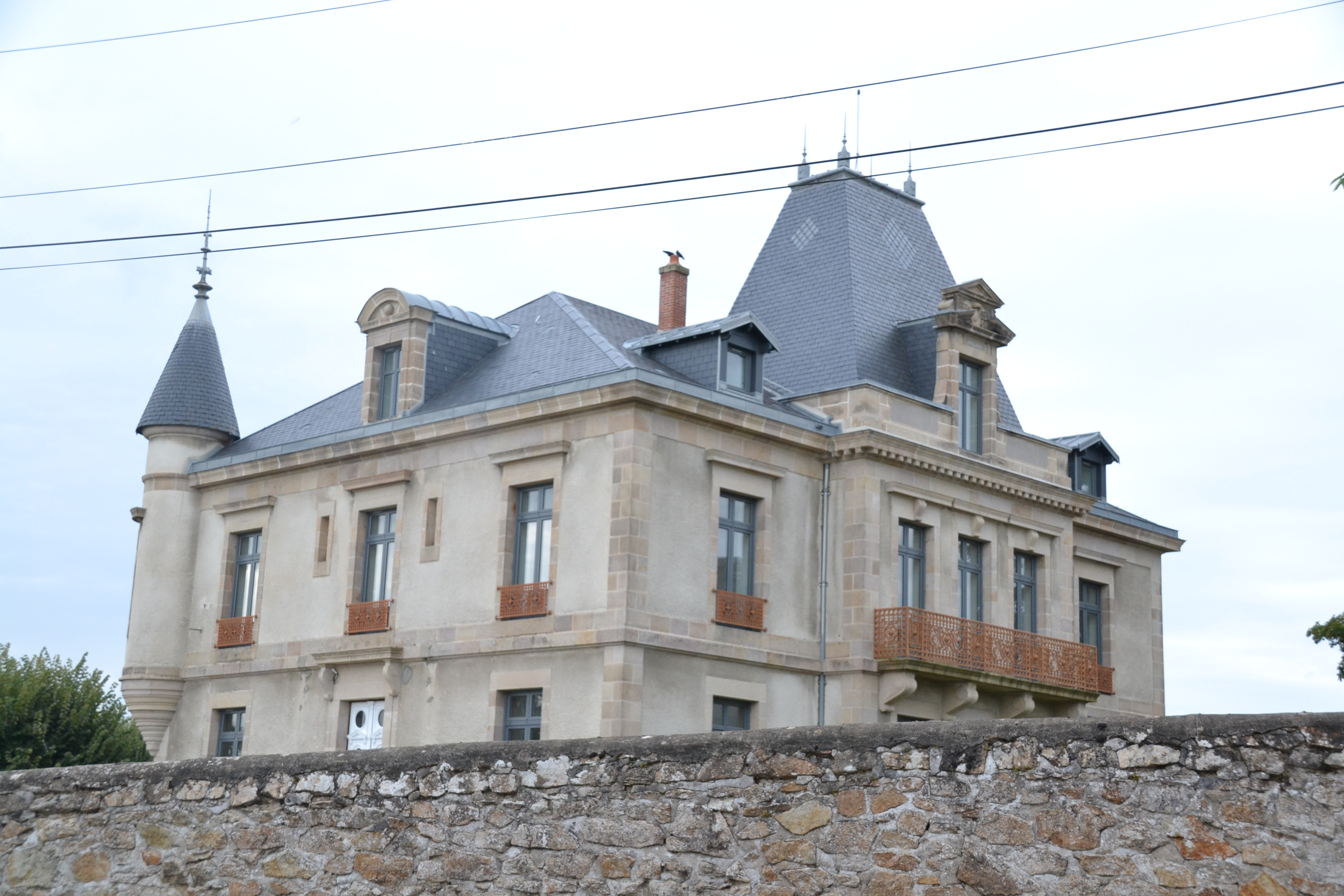
Maison des mégissiers Desselas.

Après une phase de flottement qui se prolonge jusqu'aux années 1820, l'activité reprend. La production industrielle est véritablement enclenchée dans les années 1830, sous l'impulsion de certains acteurs comme les Rigaud, qui établissent des comptoirs de vente à Bayonne, Lille, Marseille et Toulouse, et profitent de la croissance d'une nouvelle population bourgeoise et raffinée. D'une production modeste, la ganterie de Saint-Junien prend peu à peu les atours d'une fabrication de masse ; les conséquences démographiques de la crise agricole des années 1840 et la spécialisation économique croissante poussent les tanneries à muter en mégisseries, mieux équipées, plus spécialisées et pourvoyeuses d'emplois plus nombreux. À partir des années 1860, la ganterie de Saint-Junien connaît le succès. L'expérience des Rigaud inspire les concurrents ; en 1890, on dénombre en France un total de près de 80 magasins de gants de Saint-Junien.

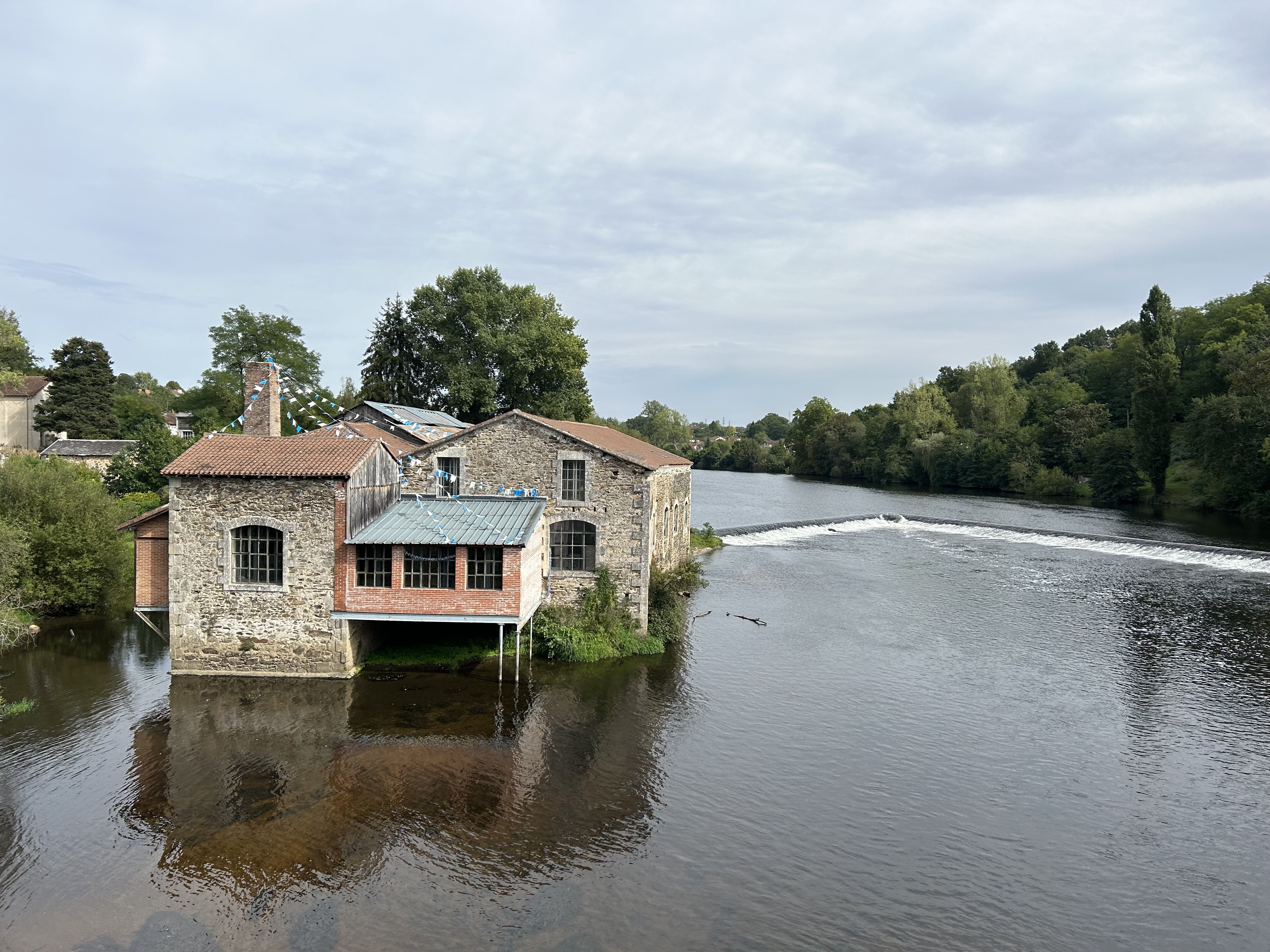
Le moulin du Pont Notre-Dame, sur les bords de Vienne, est une mégisserie des années 1850, convertie après quelques années seulement en moulin à papier de paille, dans le contexte d'un plein essor de la papeterie saint-juniaude.

Au XIXe siècle, Saint-Junien figure parmi les quatre principaux centres de production gantière de France, aux côtés de Grenoble, Millau et Paris, et se spécialise dans les gants de luxe et de mode. Sous le Second Empire, la ville devient le premier centre mégissier français, comptant 13 entreprises dans ce domaine. À la fin du siècle, Millau et Saint-Junien prennent le dessus sur Grenoble, à la faveur d'un choix de démocratisation de la production, quand Grenoble persiste sur le créneau du luxe (gant en peau d'agneau parfumée). La mégisserie prend le dessus en termes de puissance et d'emploi sur la ganterie, et concentre peu à peu ses effectifs en quelques grandes usines créées de toutes pièces (Mégisserie et Laines de Saint-Junien, Desselas, usine Dumas & Raymond dite usine du Goth…), dont l'esthétique (cheminées, grands volumes destinés à faciliter l'installation des machines et monte-charges, usage de la vapeur pour le séchage en toutes saisons…) signale l'ambition.
L'urbanisme de la ville s'en trouve modifié : agrandissement du champ de foire, arrivée du chemin de fer et création de la gare en 1875. L'essor concomitant de la papeterie industrielle sert aussi la modernisation du bassin saint-juniaud.
Pour autant, la demande demeure supérieure aux capacités des mégisseries locales, poussant les industriels à solliciter des opérateurs italiens pour les peaux les plus qualitatives.
Les conséquences sociales sont nombreuses. Les acteurs de l'industrie se structurent, avec la fondation d'une première société de secours mutuel en 1855, puis d'une société de musique.

### Apogée industriel et mouvements sociaux (années 1880-XXesiècle)

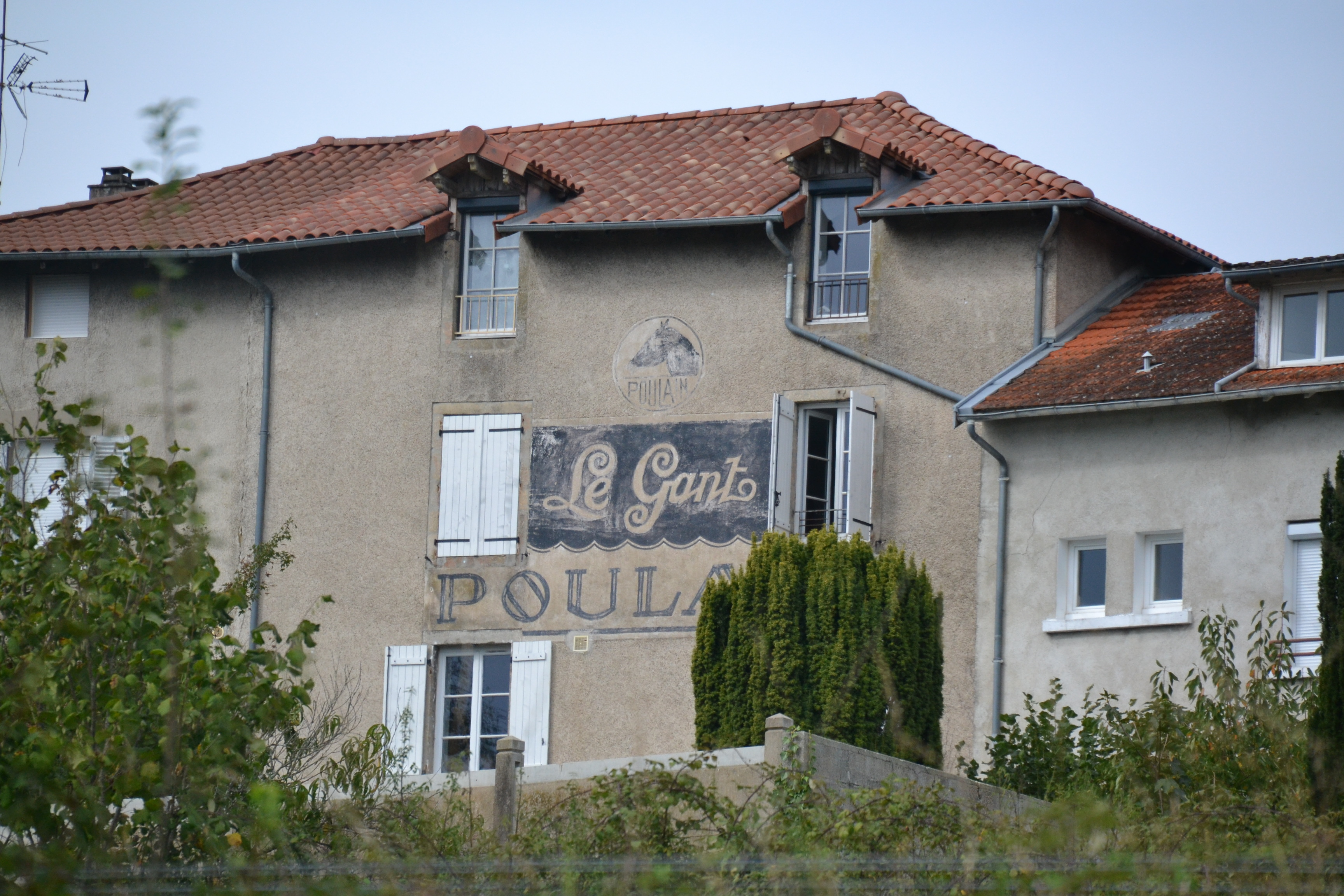
Enseigne peinte d'un gantier du début du XXe siècle.

Les années 1870 sont difficiles, marquées par le début d'une longue période de crise économique. Le travail à domicile se développe alors, à l'initiative de chefs d'entreprise convaincus des avantages qu'il procurera, la machine à coudre introduite en 1872 ayant fragilisé les petits ateliers. La déconcentration du travail permet en outre le cumul des emplois (avec des tâches agricoles), où y incite, tant les revenus ouvriers demeurent faibles, surtout pour les femmes. Si la mégisserie est dominée par le capitalisme industriel, la confection des gants relève encore de l'artisanat. L'essor de ce travail à domicile rural accusé de tirer vers le bas les salaires suscite toutefois des tensions entre les travailleurs, à l'origine de premiers conflits sociaux dans les années 1880. De premiers syndicats ouvriers sont fondés (dès 1893, par Amédée Dussoubz). Au sein des ouvriers, certains sont associés à une élite, notamment les « coupeurs », qualifiés d'artistes, mieux considérés et payés que les femmes couturières, chargées des finitions. L'organisation du congrès national ouvrier des mégissiers en 1895, occasionne la venue de gantiers de Millau ; cette confrontation met en lumière les faibles salaires de Saint-Junien, ce qui attise les revendications ouvrières.

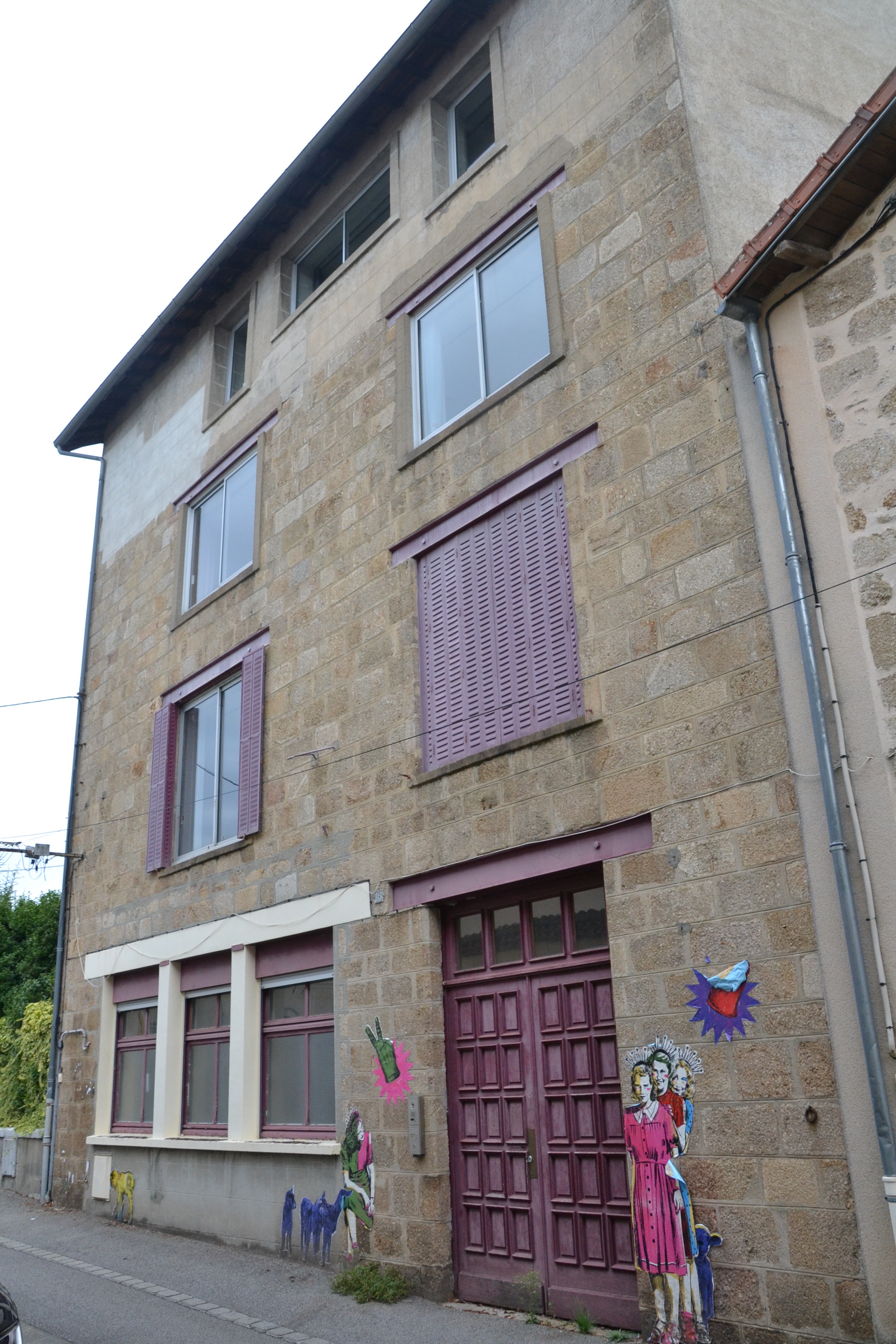
Locaux de l'ancienne ganterie coopérative.

En 1903, la Chambre syndicale des fabricants de gants de Saint-Junien est créée. Une première coopérative de consommation, l'Union syndicale ouvrière (USO), est instituée en 1902, après que des ouvriers ont mis en commun une somme permettant l'achat groupé de denrées pour des grévistes. Elle procède en 1935 à l'achat d'une colonie de vacances sur l'île d'Oléron, et son emprise s'étend sur l'ensemble de la région par la création de succursales, dans la vallée de la Vienne et en Charente limousine,. Des grèves émaillent la décennie 1900 ; elles mettent parfois en tension la relation entre gantiers et ouvriers, et trouvent aussi leur déclenchement dans les revendications salariales. Le renforcement du mouvement coopératif se traduit dans la fondation d'une ganterie coopérative en 1919, laquelle est longtemps boycottée par les patrons mégissiers, et la constitution d'une Société des travailleurs mutualistes. À sa suite, une mégisserie coopérative est fondée en 1926, tandis que le même mouvement gagne l'industrie du papier, avec la création de la Coopérative des papiers et sacs en 1933. Entre autres conséquences de l'augmentation des emplois ouvriers, les électeurs de Saint-Junien élisent une municipalité communiste en 1919, dirigée par Joseph Lasvergnas (SFIO puis PCF dès 1921), fondateur de la ganterie coopérative. Cette orientation politique s'inscrit dans un contexte marqué par l'émergence d'un foyer anarchiste et libertaire très actif qui s'empare de la direction du syndicat des gantiers en 1905.
La faible concentration des emplois dans la ganterie, à la différence de la mégisserie, se traduit par une hausse du nombre d'ateliers et d'emplois jusqu'aux années 1920.
Plusieurs entreprises démarquent par leurs produits, leur ampleur et leur technicité. Ainsi, la société gantière Codet et Teilliet, récipiendaire d'une médaille d'or à l'Exposition internationale des arts décoratifs et industriels modernes de 1925. La mégisserie du Goth, qui emploie 420 ouvriers en 1895, s'étend sur près de 600 m de long dès 1904.

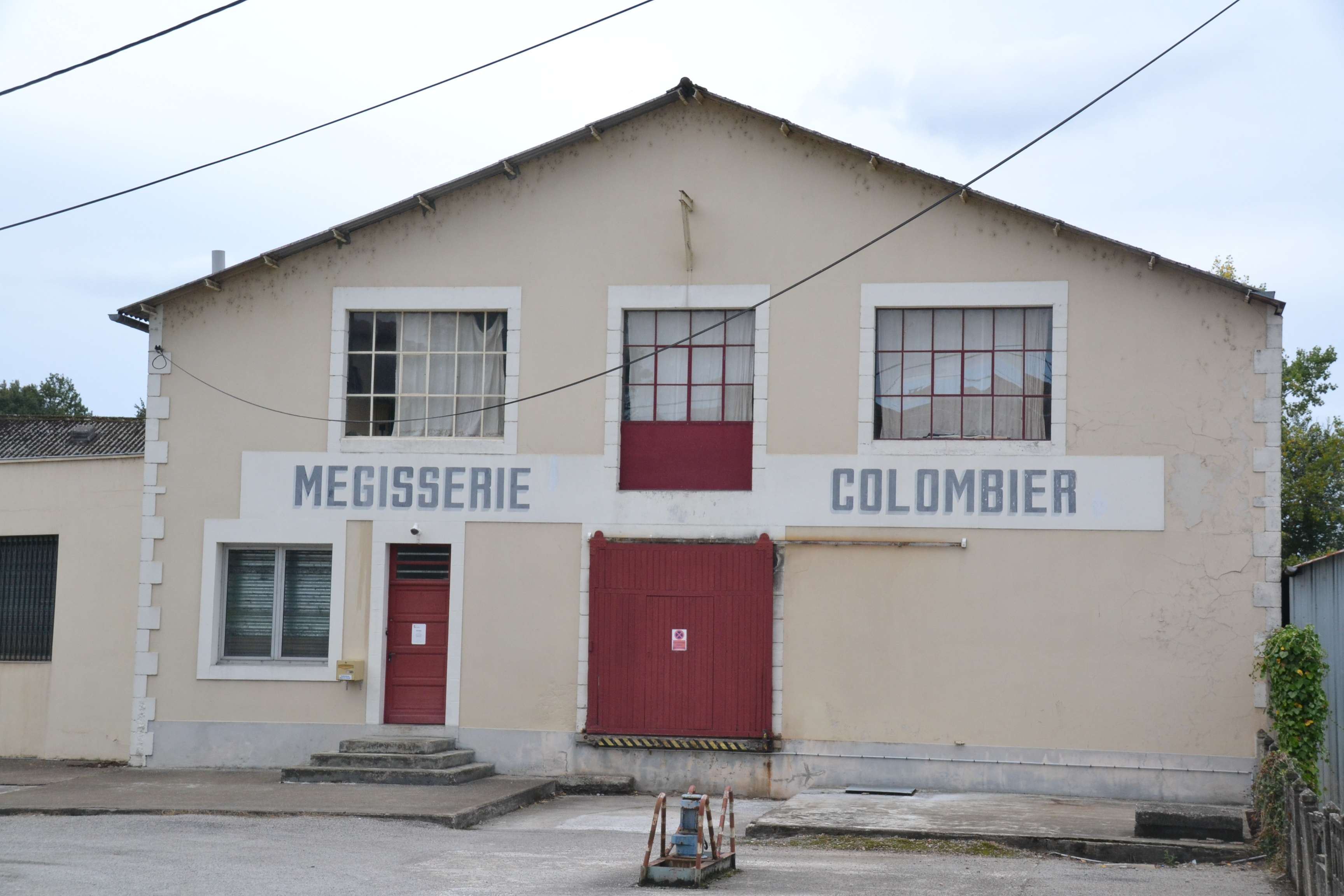
La fondation de la mégisserie Colombier, en 1925, s'inscrit dans un contexte de plein essor du travail du cuir.

Bénéficiant des réussites de la mécanisation et ayant su saisir le créneau de la démocratisation, l'industrie gantière de Saint-Junien connaît son apogée dans les premières années du XXe siècle, avec 40 entreprises employant alors plus d'un millier d'ouvriers, ce qui place la localité en seconde position derrière Millau, qui demeure le centre dominant. On dénombre 450 mégissiers en 1900. En 1932, on dénombre 1 350 ouvriers, sur une population de 10 000 habitants, qui a presque doublé en un demi-siècle. Le développement parallèle de l'industrie du papier de paille contribue au dynamisme démographique et économique de la cité.
La ganterie connaît encore de belles heures dans les années 1930, alors que les nouvelles sociétés (Deslys, Ganterie coopérative…) côtoient quelques raisons sociales historiques (Codet & Teilliet, Cloulas, Rigaudy, Nicolet…). En 1939, Saint-Junien accueille le premier Congrès national de la ganterie. Les exportations vers les voisins européens se poursuivent. Un territoire de production s'est constitué avec la présence de nombreuses couturières dans les communes voisines, comme Rochechouart ou Saint-Brice.
Après 1945, de nouvelles stratégies commerciales, visant la conquête du marché américain d'une part, et la persévérance sur le luxe d'autre part, aboutissent à de nouveaux succès. La société Le Gant Saint-Amant obtient une exclusivité pour fournir Hermès, et Codet & Teilliet successeurs (Lionel Le Grand) fait de même avec Christian Dior. Les entreprises Novelpex et Leroyer s'attaquent aussi à l'international. À la Libération, Saint-Junien assure un quart de la production nationale de gants.

### Difficultés

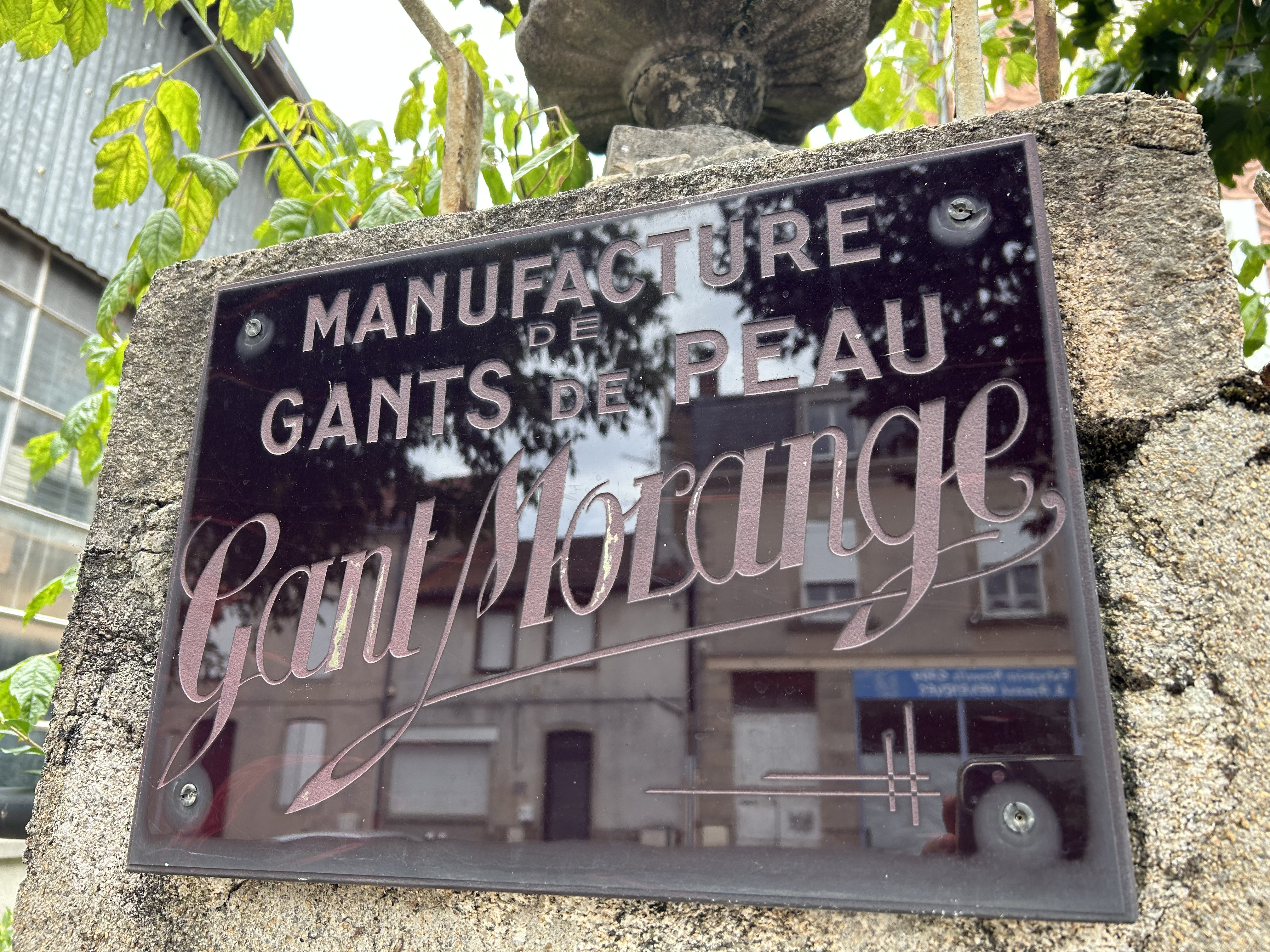
Enseigne de l'ancien atelier de gantier Morange, dans le centre-ville de Saint-Junien, actif au milieu du XXe siècle.

N'ayant pas suivi l'élan de la nécessaire modernisation, la mégisserie décline dès les années 1930. Les gains de productivité tout de même acquis ont aussi pour effet de faire baisser les effectifs dans ce domaine. Elle périclite après la Deuxième Guerre mondiale, en dépit de quelques relances, notamment sur le site du Goth, où une entreprise demeure de 1948 à 2009. Portée par ses créneaux prometteurs, la ganterie, bien que fragilisée par son caractère demeuré largement artisanal, tient bon jusqu'aux années 1970, quand le marché américain se ferme, causant la chute des principales entreprises de la place de Saint-Junien.
En 1950, une grève éclate, avant que les revendications salariales ne soient satisfaites dans la plupart des entreprises.
Les changements dans la mode épargnent difficilement la production, qui persiste de façon marginale en investissant des créneaux plus restreints (gant de travail, militaire) ou en délocalisant une partie de la production en Asie. La mécanisation, qui s'intensifie dans les années 1960, permet une production toujours importante (1 750 000 paires par an en 1960), mais fragilise les savoir-faire ce qui crée des tensions. Si l'activité ralentit, la ganterie emploie tout de même encore 2 600 salariés sur la commune en 1968, soit un quart de la population. Rétrospectivement, la hausse du SMIC consentie en 1968 par les Accords de Grenelle apparaît aux yeux des patrons gantiers comme un élément déterminant dans les difficultés de la filière. 

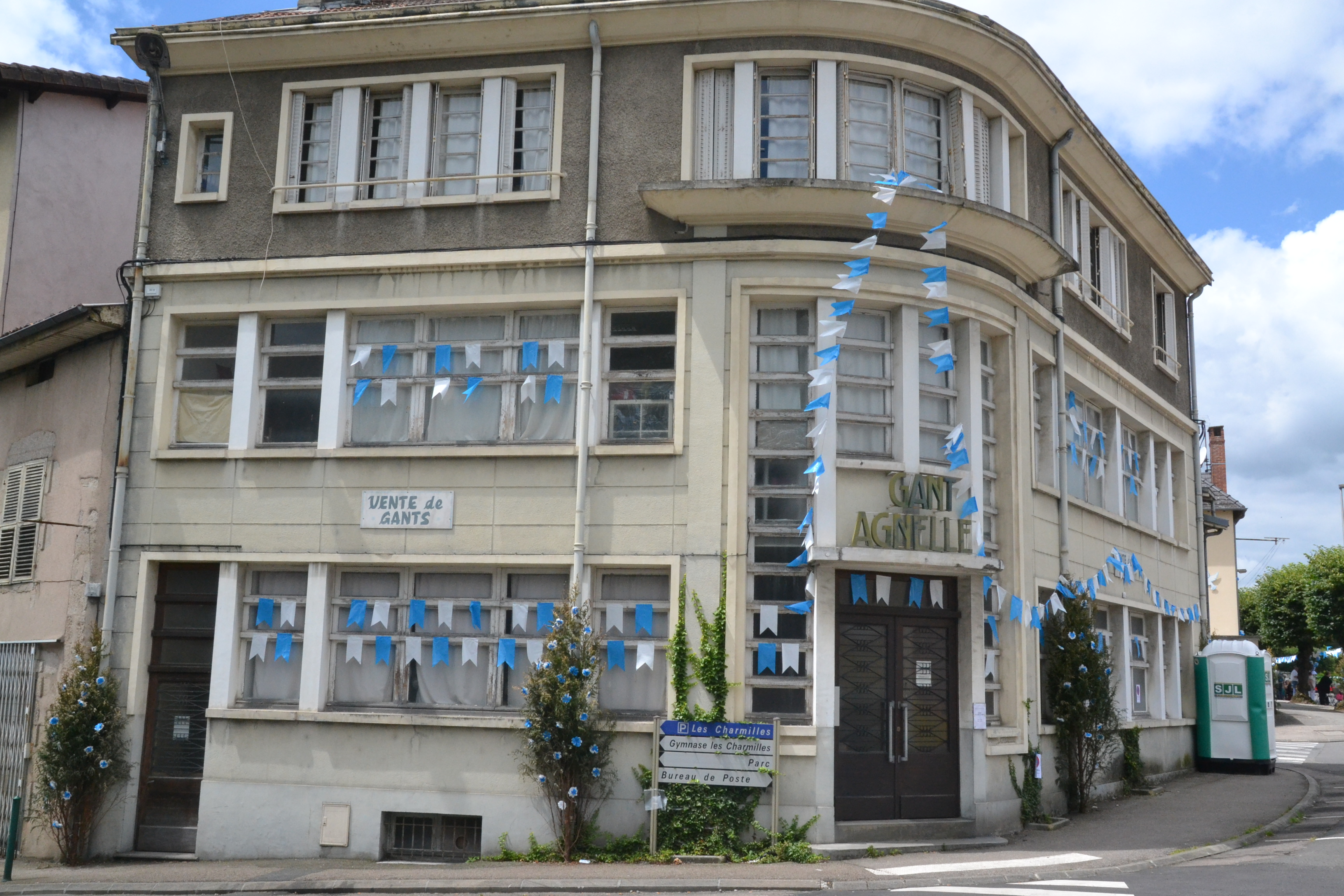
Siège de la ganterie Agnelle. En 2011, bureaux et couturières y sont encore installés, dans les anciens locaux d'habitation de la famille fondatrice.

Les années 1970 sont difficiles, marquées par la concurrence européenne et la hausse des prix des matières premières. Les emplois chutent à un peu plus de 500 en 1975, ganterie et mégisserie confondues. La mégisserie connaît un léger regain avec l'ouverture de nouvelles entreprises ayant délaissé le gant pour les articles de maroquinerie. La situation demeure cependant fondamentalement précaire, comme l'est celle du bassin concurrent de Millau. En 1981, les effectifs de la ganterie s'élèvent à 315 emplois. La concurrence devient alors majoritairement asiatique. Fabricants et élus plaident alors pour que les gants importés soient limités par des quotas et soumis aux mêmes normes que les gants français. Dix ans plus tard, l'exigence des quotas est réitérée, alors que Saint-Junien et Millau, toutes deux en difficulté, se disputent la première place nationale (la première devançant la seconde en nombre de paires produites, 380 000, mais Millau demeurant leader en chiffre d'affaires).
Pour tenir, les entreprises subsistantes entament des reconversions et se repositionnent sur des créneaux de luxe ou des niches : la Ganterie coopérative travaille pour Hermès, Kenzo, Céline et Inès de La Fressange, Morand se spécialise dans les gants pour l'armée, Agnelle habille Jessye Norman lors du bicentenaire de la Révolution. Un centre d'apprentissage poursuit la formation de 36 couturières tous les deux ans. Certaines entreprises procèdent à une délocalisation partielle de leur activité.

### XXIesiècle

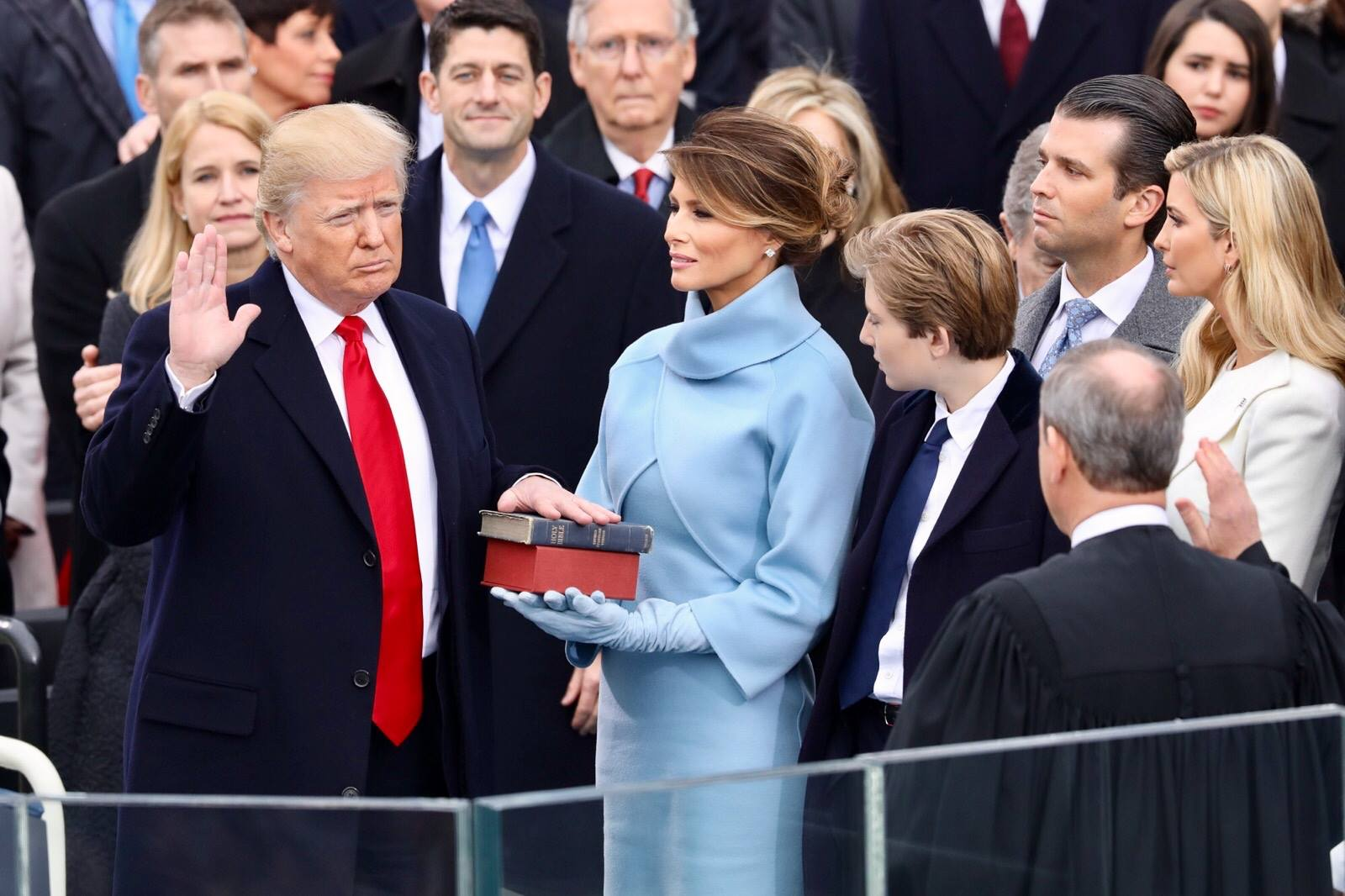
La première dame des États-Unis Melania Trump portant des gants Agnelle lors de l'investiture de son mari en janvier 2017.

Au XXIe siècle, l'activité de ganterie et de fabrication d'articles en cuir persiste avec cinq entreprises encore présentes : trois ganteries (Ganterie de Saint-Junien, créée en 1919 et rachetée en 1998 par Hermès, Agnelle, créée en 1937, revenue dans le giron familial en 2001 après deux ans de propriété américaine, et maintenant une partie de la production aux Philippines, et Morand, le seul à assurer toute sa fabrication en France), une mégisserie et une fabrique de ceintures et sacs.
Certaines d'entre-elles bénéficient du label Entreprise du patrimoine vivant. Les entreprises ou créateurs (Hermès, Dior, Christian Lacroix, Kenzo, Inès de La Fressange, Jean-Charles de Castelbajac, Ralph Lauren, etc.) travaillent beaucoup avec les unités de production locales, dont certaines leur appartiennent. Le luxe s'impose dans les productions, aux côtés de fabrications spécifiques (Air France, pilote des avions Rafale, gant parfumé pour Guerlain…) et de contributions médiatiques (Madonna, Melania Trump, Lady Gaga, Daniel Craig dans 007 Spectre, Rihanna, Beyoncé ou Léna Situations). 
La vivacité du tissu industriel subsistant vaut à la ville de Saint-Junien d'obtenir le label « Ville et Métiers d'Art » en 2007,.
En 2011, on compte encore 150 salariés à Saint-Junien. Hermès renforce sa présence locale en inaugurant une nouvel atelier en 2017, et en envisageant une nouvelle expansion en 2021,.
Cette activité industrielle laisse aussi de nombreuses friches, dont la réhabilitation est un chantier en cours au début des années 2020.

## Fabrication contemporaine des gants

### Étapes de fabrication (finXXesiècle)

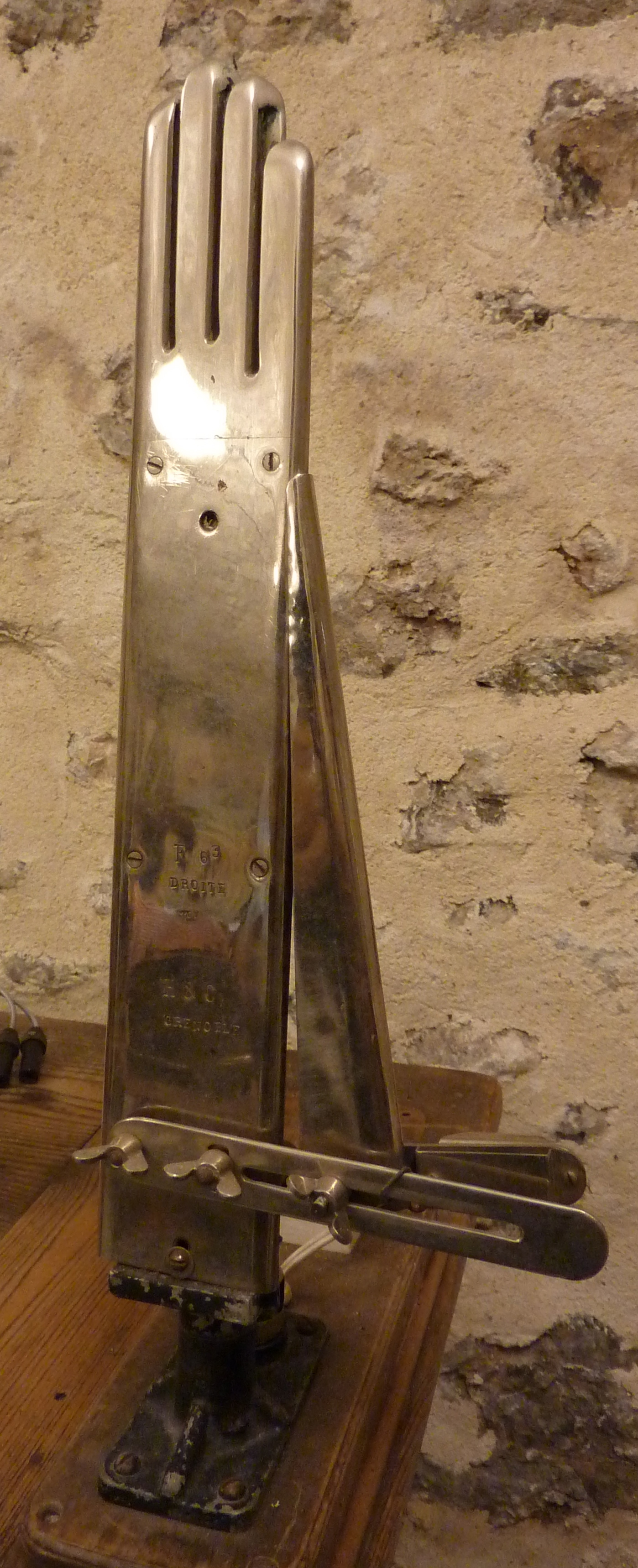
Main d'acier chauffante (ici à Grenoble).

La fabrication de gants suit différentes étapes, les premières relevant du mégissier. 
La première d'entre elles correspond au travail sur les peaux. Il comprend d'abord le « travail de rivière » : reverdissage (plongée dans un bain froid et antiseptique), pelanage (bains de chaux) et délainage, rognage et écharnage (retrait des parties inutiles et des déchets persistants), déchaulage puis bain chaud salé et sulfurisé. Puis s'ensuit le tannage, à l'issue duquel la peau peut être qualifiée de cuir. Ainsi, s'achève le travail de mégisserie. La teinture est effectuée peu après.
Les cuirs passent par le palissonnage et le dolage (égalisation de l'épaisseur de la peau). Il s'agit ensuite de procéder à la préparation du modèle et à la coupe des différents éléments du gant par le gantier : dépeçage de la forme, étavillonage de la pièce (l'étirer pour lui donner la forme du gant sur la main d'acier), puis fente (découpe des doigts sur le fendeur). 
Le travail de confection, généralement à domicile au XXe siècle, se poursuit ensuite : couture à la machine ou à la main, doublage du gant, broderie, dressage et finition. Le passage dans une main chauffante permet de donner sa forme définitive au gant avec un ultime repassage. 25 à 30 étapes sont nécessaires pour fabriquer un gant dans les années 2010.
La mégisserie est nécessairement effectuée en usine, dans des établissements situés dans les faubourgs de la ville, et exclusivement masculine, tandis que les étapes de la ganterie peuvent se faire en atelier ou à domicile, partagées entre des tâches alternativement plutôt traditionnellement masculines (la coupe) ou féminines (la couture). Au XXe siècle, plusieurs membres d'une même famille travaillent pour la ganterie, mais souvent pour des employeurs différents.

### Matériaux
Au début du XXIe siècle, la mégisserie Colombier, dernière en activité, utilise de la « petite peau », à savoir la peau de chevreau et chèvre, agneau et mouton (entrefino espagnol ou lacaune mais pas d'ovins limousins dont la peau ne se prête pas à cette mégisserie), celle des bovins étant l'apanage des tanneurs. La ganterie Morand utilise du chevreau, de l'agneau, mais aussi des peaux de chèvres et de cerfs. 
La maroquinerie Daguet fait tanner son cuir par l'entreprise Gal, située à Bellac, en Haute-Vienne.

## Sites

### Implantations de production historiques

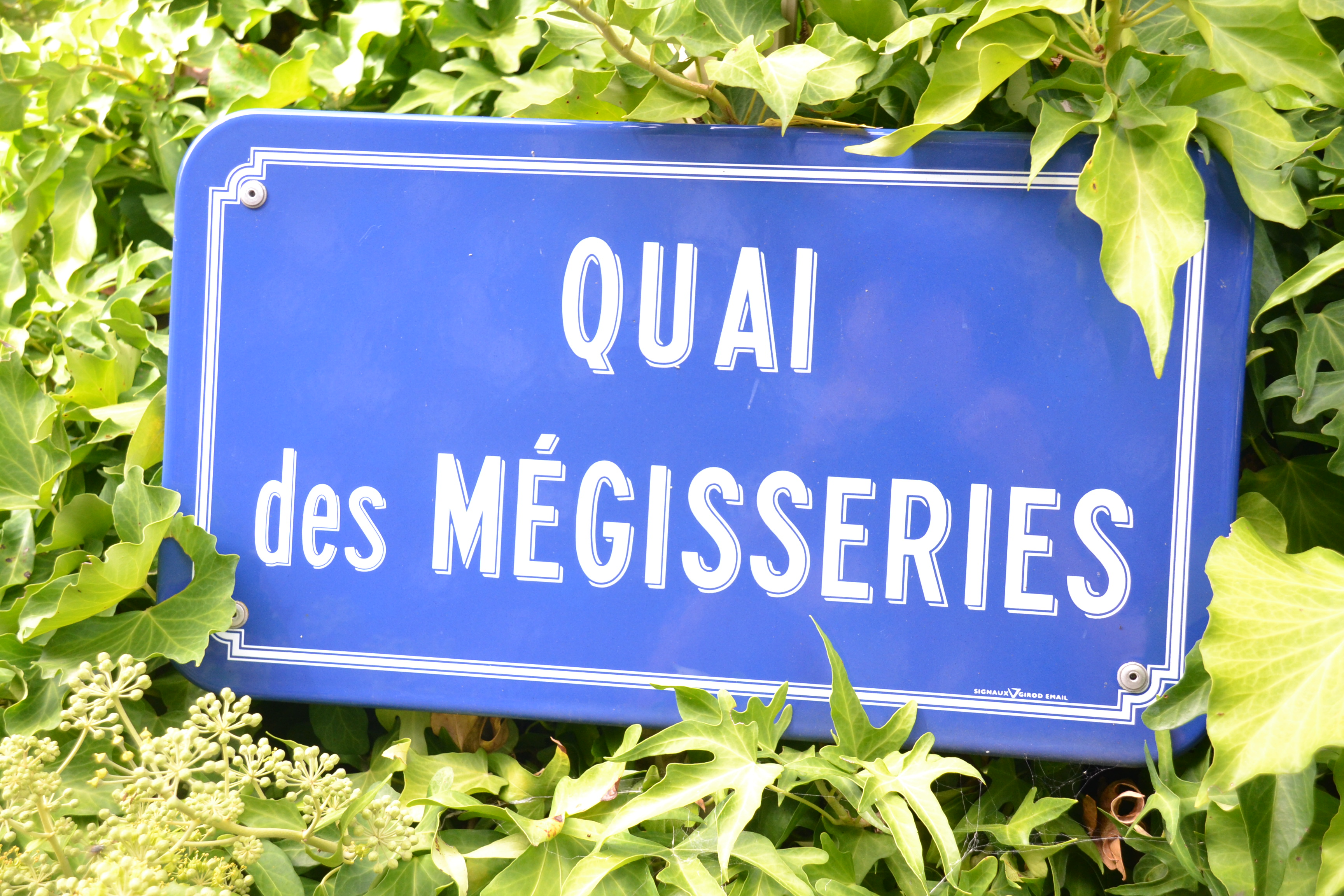
Le quartier mégissier est historiquement établi sur les bords de Vienne, comme cet odonyme le rappelle.

L'activité gantière est génératrice d'un patrimoine paysager et bâti important. Plusieurs sites sont édifiés sur les bords de la Vienne, et d'autres sont au cœur de la ville de Saint-Junien. Leur connaissance est facilitée par la réalisation d'une opération d'inventaire du patrimoine industriel dans les années 2010, qui concerne notamment les lieux de la ganterie et de la mégisserie.
Les principaux sont les suivants. À noter que certaines activités prennent place dans des locaux précédemment occupés par d'autres secteurs industriels.
En ville :
- anciens locaux de la ganterie coopérative de Saint-Junien, rue Louis-Codet[16] ;
- ancienne ganterie Bernard[46] ;
- ancienne ganterie Cloulas;
- ancienne ganterie Rigaud-Lavergne[47] ;
- ganterie Agnelle[48] ;
- ancienne ganterie Brunaud[49] ;
- ancienne ganterie Bissérier puis Morange[22] ;
- ancienne ganterie Codet et Teilliet[50] ;
- ancienne ganterie Rigaud[51] ;
- ancienne ganterie Le Mouflon puis Lasvergnas[52].

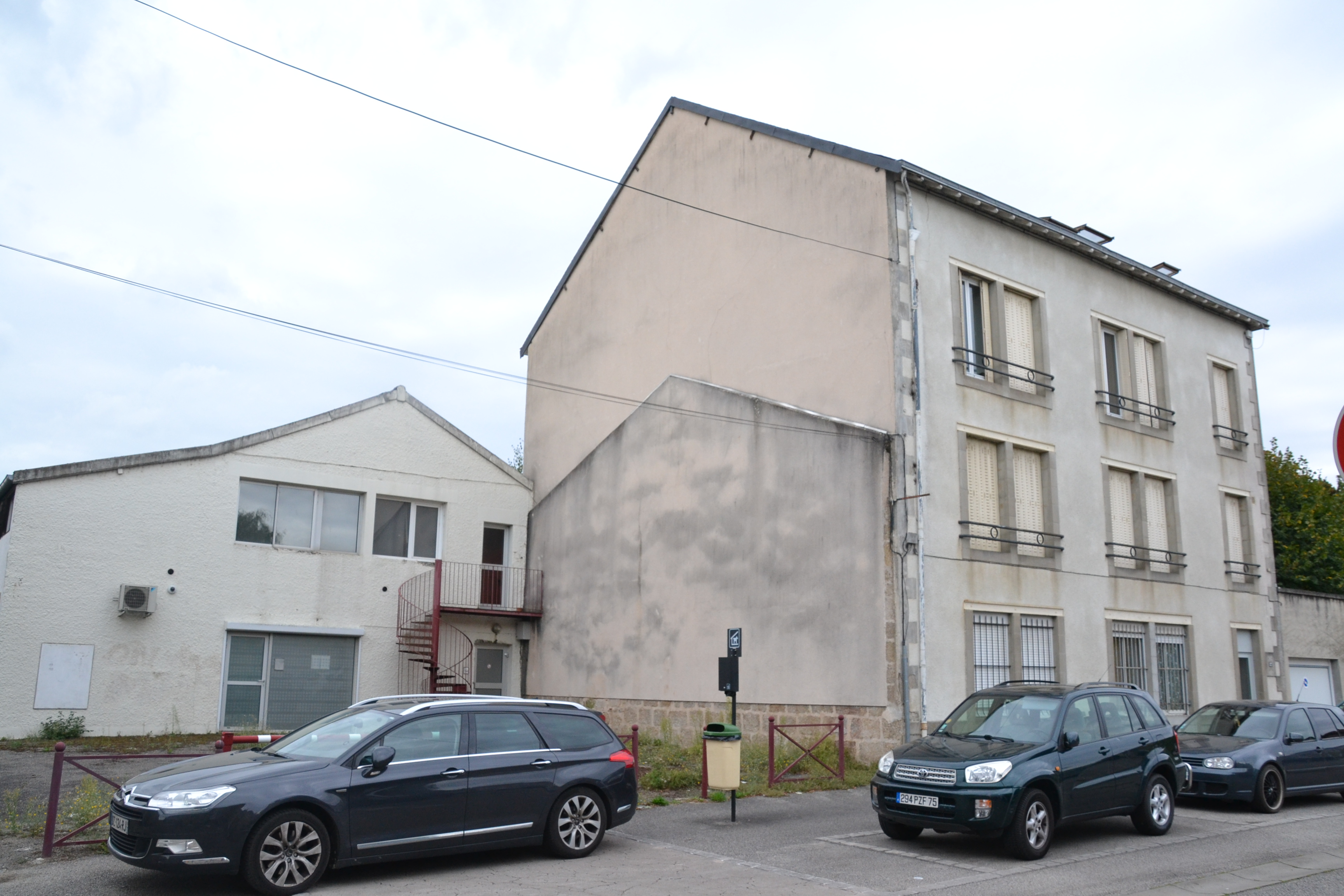
Ancienne ganterie Codet & Teiltet.
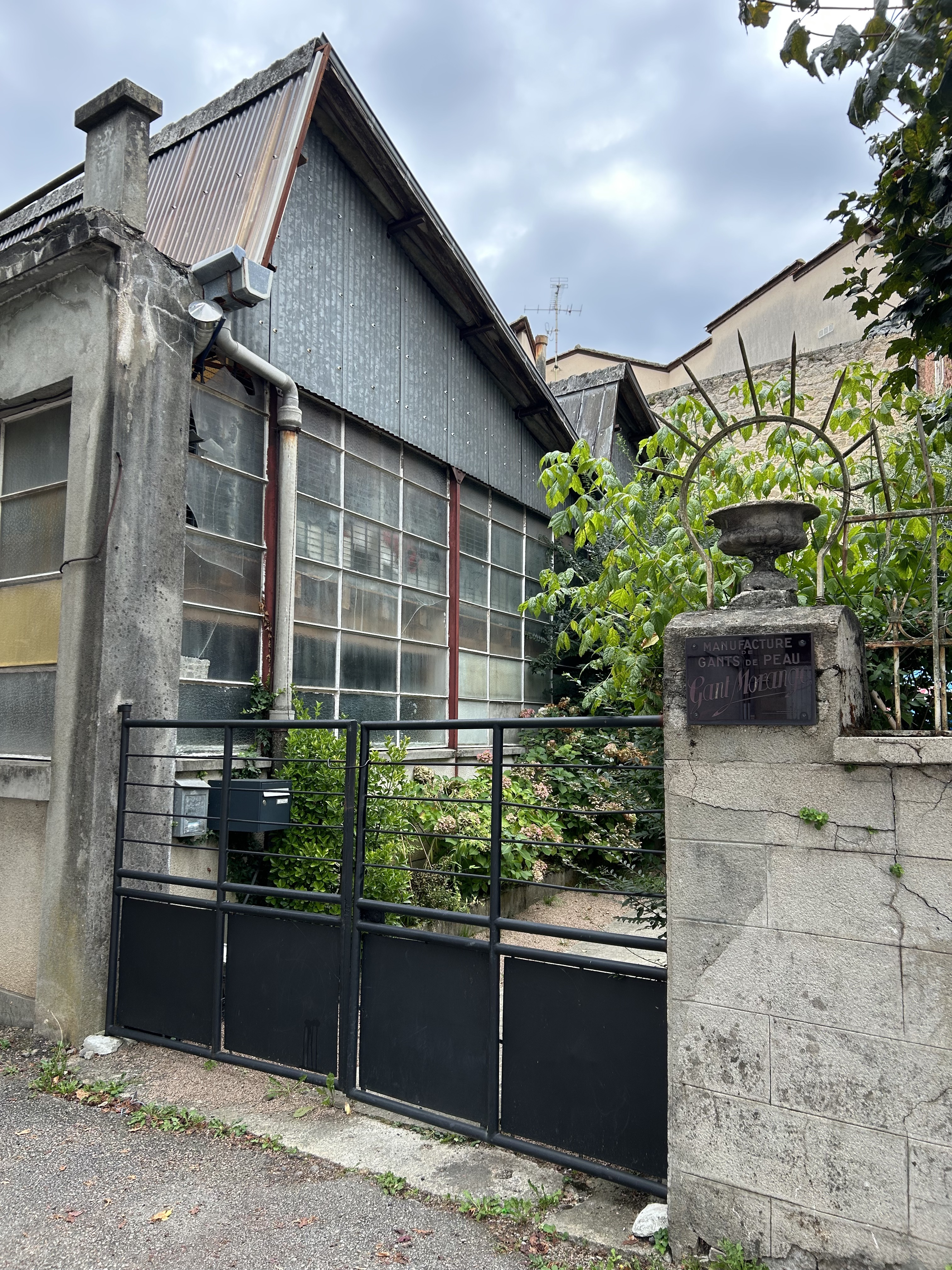
Atelier de ganterie Morange.
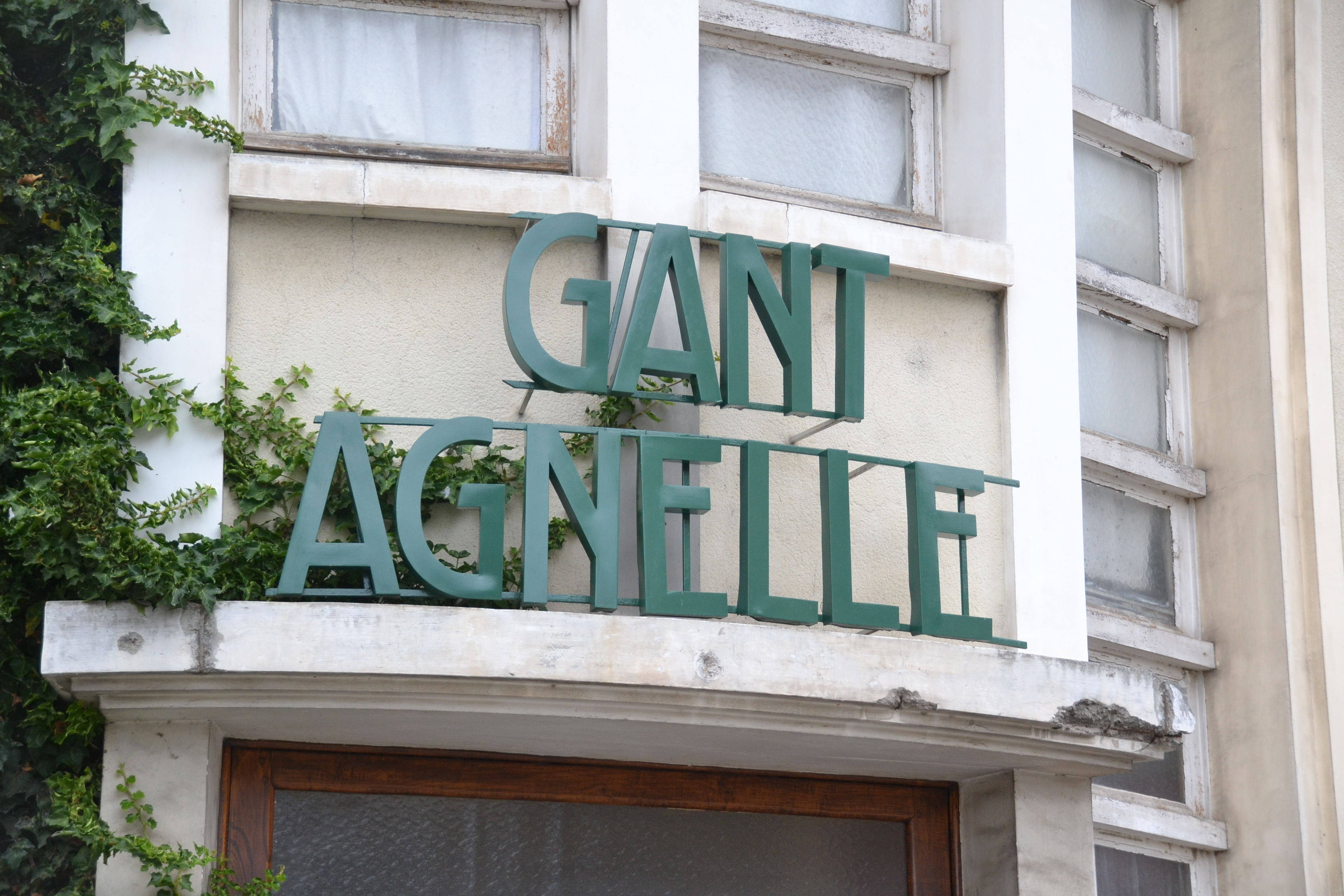
Enseigne de la ganterie Agnelle.

Sur les bords de Vienne :
- ancienne mégisserie Élie Limousin[53] ;
- ancienne mégisserie Junien Rigaud[54] ;
- ancienne mégisserie Pérucaud puis Colombier[55] ;
- ancienne mégisserie Gamaury[56] ;
- ancienne mégisserie coopérative[57] ;
- ancienne mégisserie Braud-Magarde puis Gamaury et ganterie Deslys[58] ;
- ancienne mégisserie Desselas[59] ;
- moulin du pont Notre-Dame (ancienne usine de papier et mégisserie)[14] ;
- ancienne mégisserie Labrunie et Michel puis Vaugelade[60] ;
- ancienne mégisserie du Goth, avec plusieurs sociétés successives (Dumas & Raymond, Vaugelade & cie, Granet, Perrin)[61] ;
- mégisserie Colombier[62] ;
- ancienne mégisserie Lagarde [63].

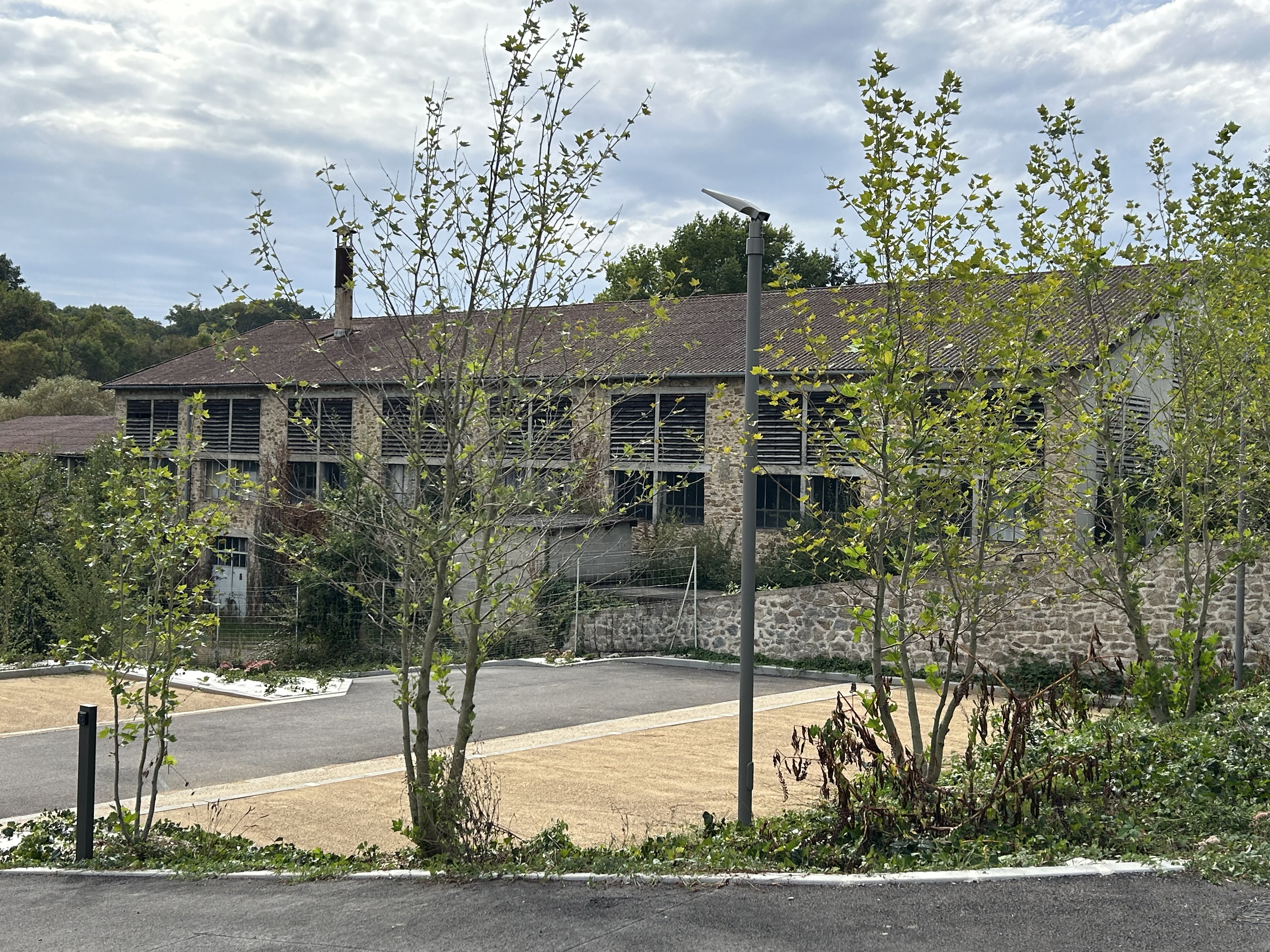
Ancienne mégisserie Gamaury.
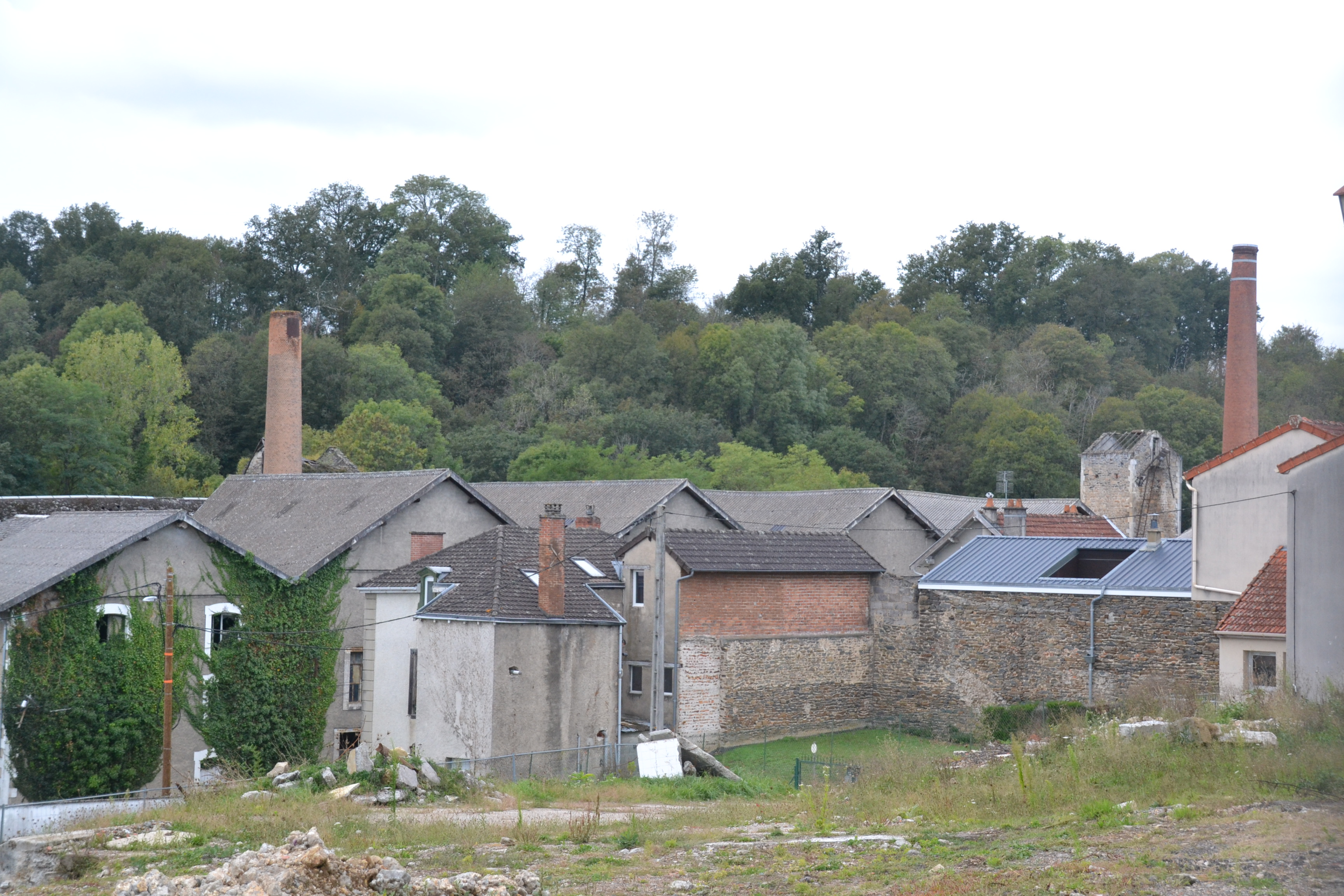
Ancienne mégisserie Desselas.
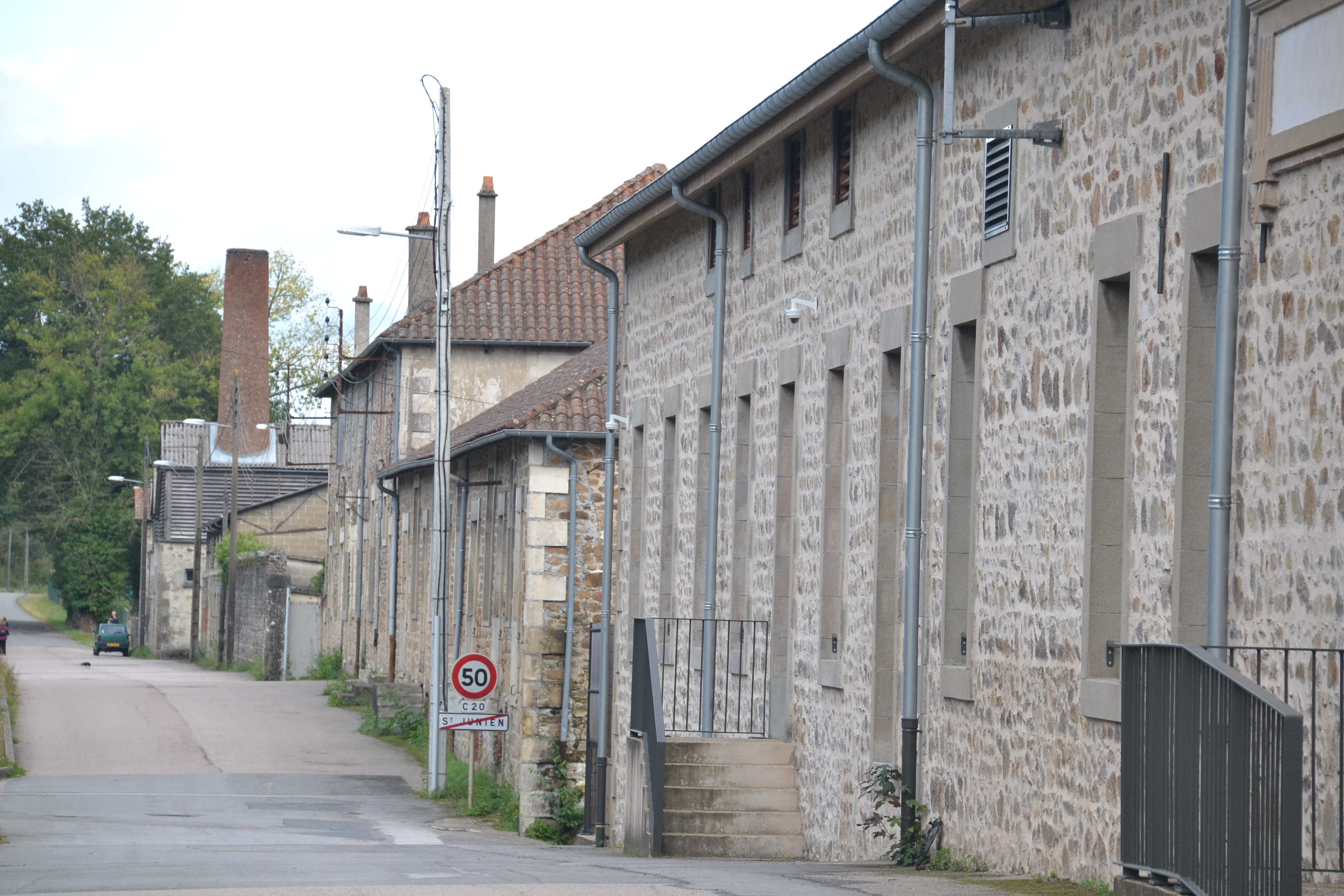
Ancienne mégisserie du Goth.

### Entreprises en activité

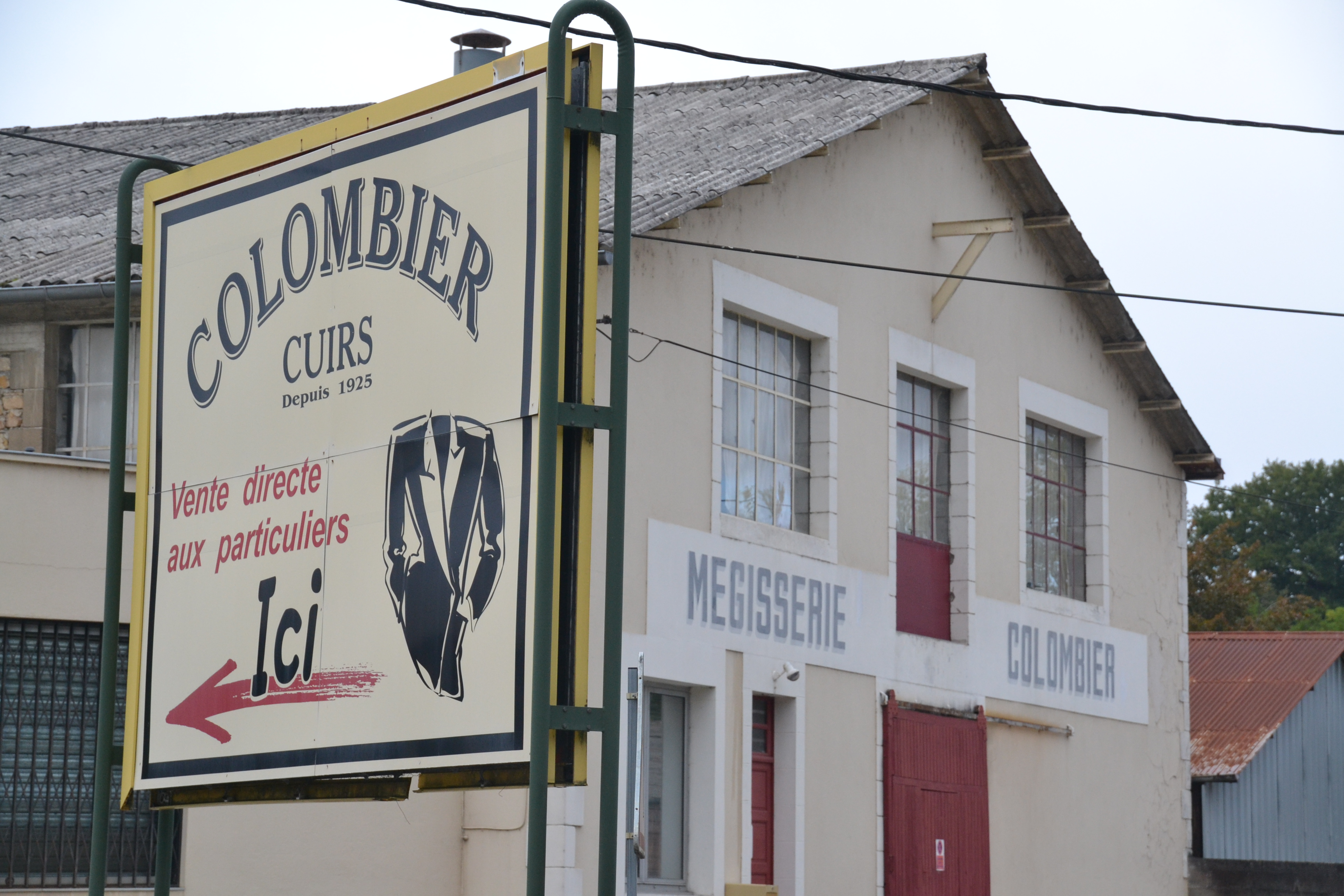
Entrée de la mégisserie Colombier.

Au début du XXIe siècle, cinq entreprises poursuivent leur activité :
- la mégisserie Colombier, rachetée en 2017[64] et qui emploie 25 personnes[b 15] ;
- la ganterie Agnelle, détentrice du label Entreprise du patrimoine vivant depuis 2012[65] ;
- Ganterie-maroquinerie de Saint-Junien, associée à Hermès, et détentrice du label Entreprise du patrimoine vivant depuis 2011[66] ;
- la ganterie Morand, fondée en 1946[67] et reprise à Lim Group par la famille Morand en 2019[b 16],[68] ;
- la maroquinerie Daguet, fondée en 1969[69], spécialisée dans la production de sacs et ceintures.

Certains créateurs croisent aussi les savoir-faire, notamment avec ceux de la céramique, comme le fait la designer Laetitia Fortin en créant une Cape de Saint-Junien mêlant cuir et porcelaine, dans un partenariat avec le Centre de recherche sur les arts du feu et de la terre de Limoges,.

### Autres lieux

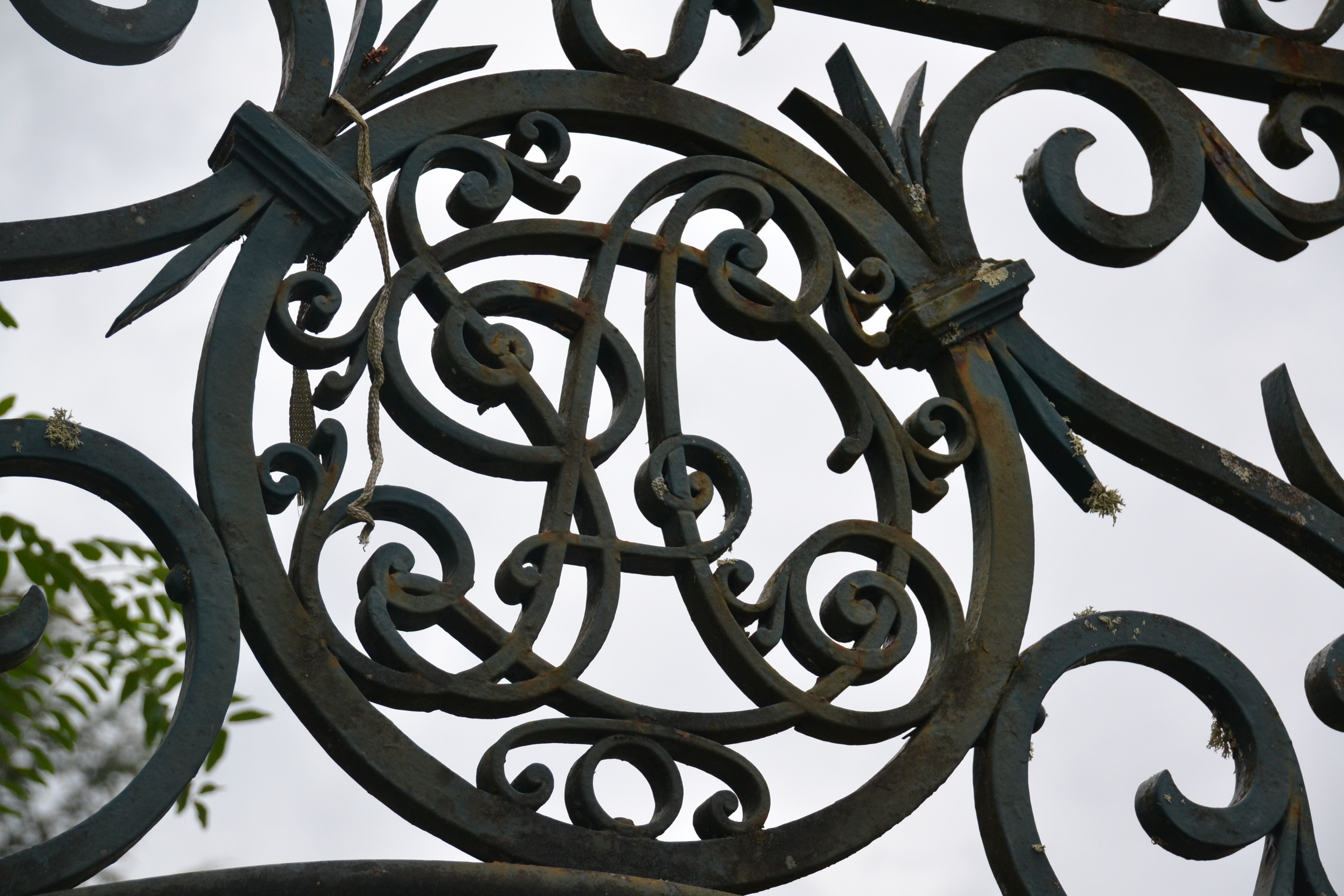
Monogramme Desselas, sur le portail de l'ancienne maison patronale.

La colonie de vacances de la Giboire, à Saint-Pierre-d'Oléron, créée par l'Union syndicale ouvrière et reprise en 1972 par la municipalité de Saint-Junien, est vendue par celle-ci en 2022, après plusieurs années de désaffection et un incendie,.
Plusieurs maisons patronales sont également inventoriées : maison Mériguet puis Goujaud, maison Desselas, maison Mériglier, maison Cloulas.

## Valorisation patrimoniale

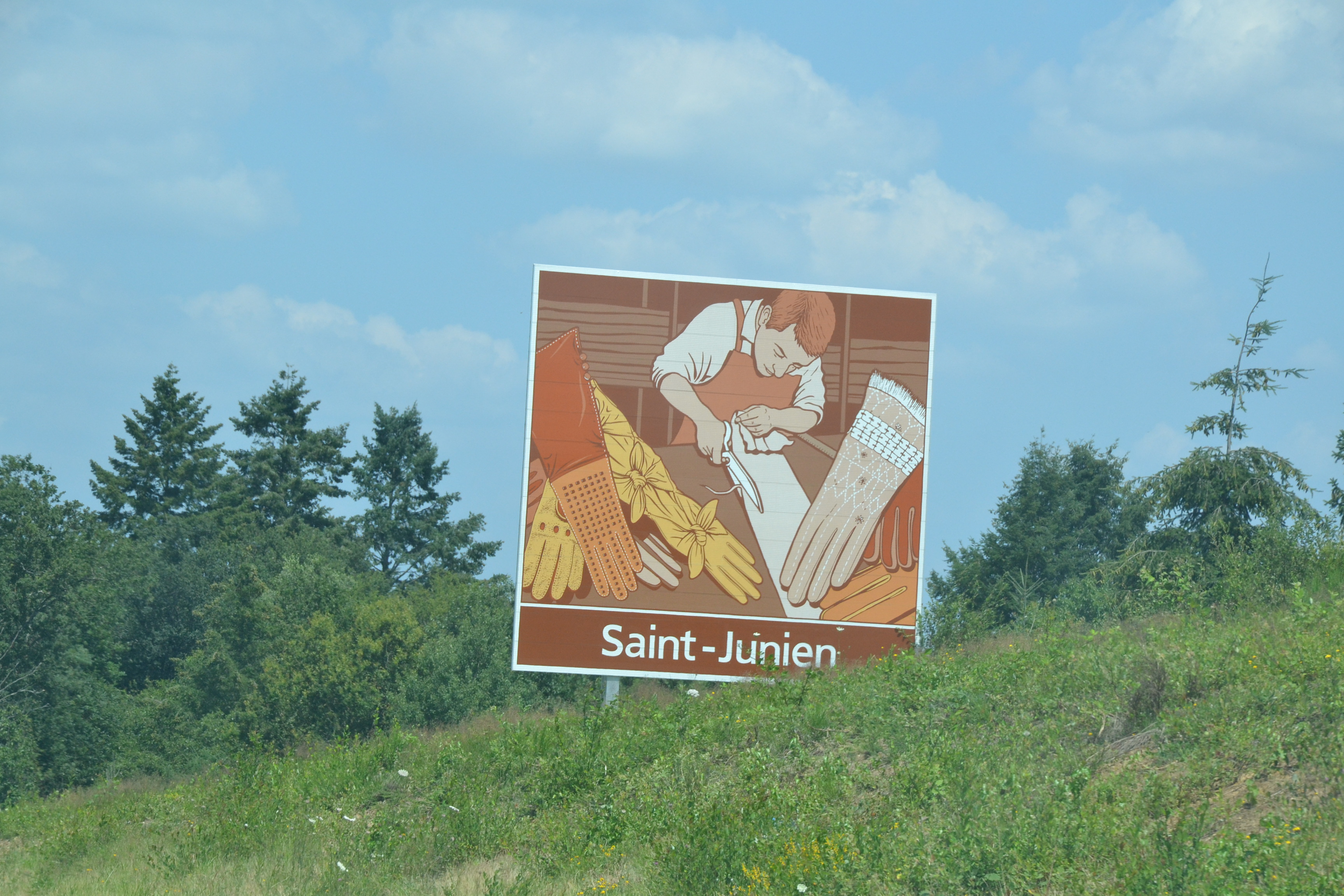
La tradition gantière, présentée sur les panneaux touristiques routiers, ici sur la route nationale 141 en venant d'Angoulême.

### Inventaire
Une opération d'inventaire du patrimoine industriel de la mégisserie et de la ganterie, menée de 2013 à 2018 par le chercheur Jérôme Decoux, permet de renforcer la connaissance des lieux de l'industrie du cuir. Ce recensement concerne à la fois les bâtiments subsistants et plusieurs objets utilisés dans la fabrication des gants : machines à épiler, assouplir et tanner les peaux, machines à découper et former les gants, mains chauffantes, machines à coudre… L'ensemble des dossiers consignant les résultats de cette enquête est mis en ligne et librement accessible.

### Activités associatives
Le travail des acteurs associatifs permet aussi de renforcer la connaissance et de donner de la visibilité au patrimoine du cuir de Saint-Junien. La parution Le Chercheur d'Or de l'association Société des Vieilles Pierres en est un exemple. Les numéros de cette publication sont numérisés par les archives municipales et accessibles en ligne.

### Numérisation d'archives
Outre les numéros anciens du Chercheur d'Or, le service des Archives municipales de Saint-Junien a également procédé à la numérisation des archives de l'Union syndicale ouvrière de 1926 à 1972.

### La Cité du cuir

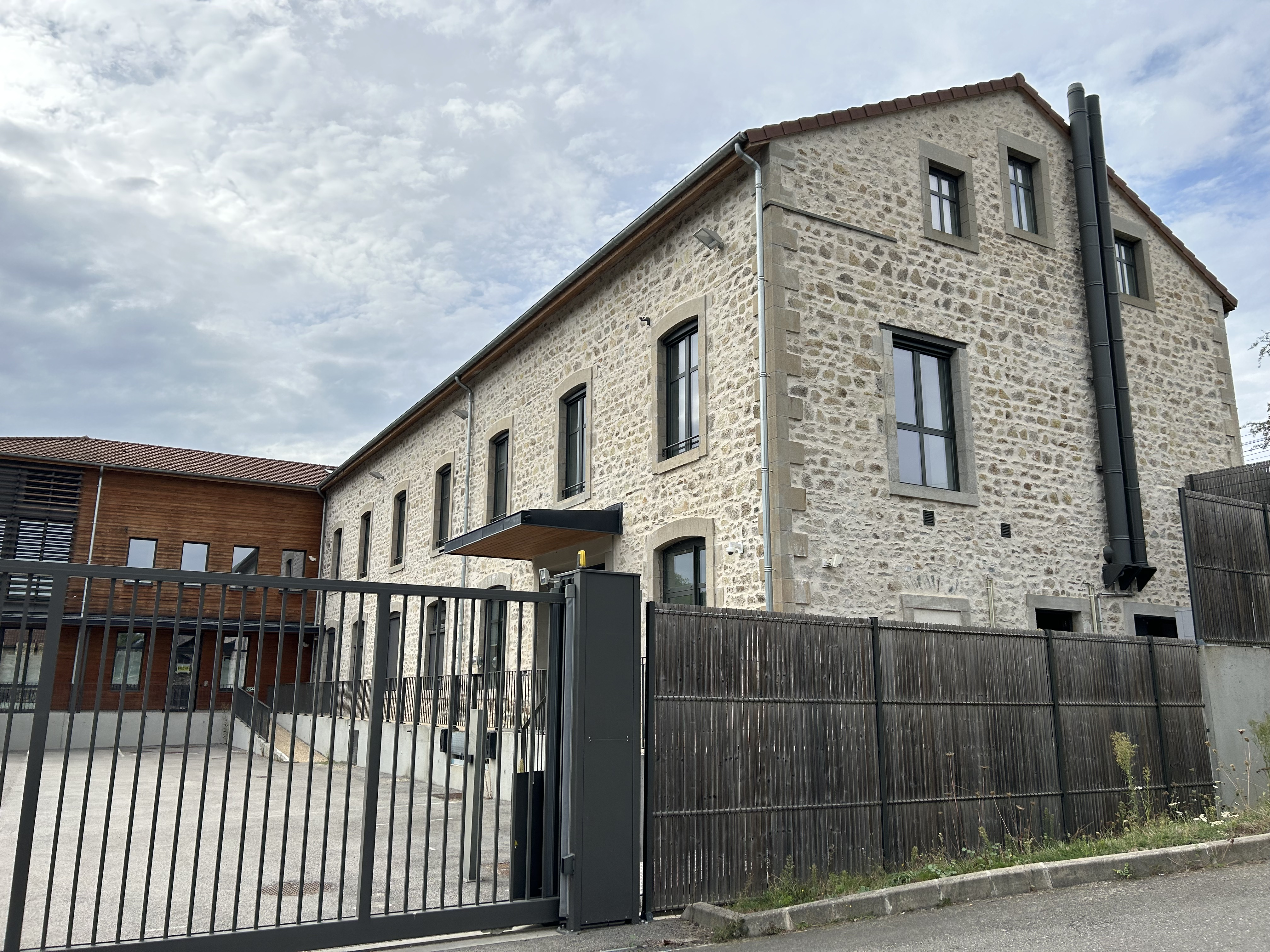
Bâtiments réhabilités.

Une Cité du cuir mettant en valeur les savoir-faire du cuir et de la ganterie, et dont le projet est déjà évoqué en 2002, doit initialement ouvrir en 2020. Implantée sur un ancien site industriel en bord de Vienne, elle prévoit la mise en place d'un espace d'interprétation, l'extension d'une activité de petite maroquinerie portée par l'entreprise Hermès, la création d'un restaurant, de salles de séminaires et d'un site d'hébergement,,.
Bien qu'ayant pris du retard, le projet est maintenu et modifié en 2020 : du fait de l'installation d'Hermès dans le bâtiment initialement destiné à la Cité du Cuir, cette dernière doit dès lors prendre place dans les locaux laissés par l'entreprise. L'ensemble doit accueillir un espace muséographique, un atelier professionnel, une salle d'exposition, un centre de documentation et une boutique.
En septembre 2023, la mairie fait appel au prêt de documents auprès des habitants, pour enrichir la scénographie de la Cité. Avec le recrutement d'une directrice à l'automne 2023, la Cité du Cuir envisage son ouverture pour 2024,, puis début 2025.

## Dans les arts et la littérature
Les frères Jean et Jérôme Tharaud, académiciens récipiendaires du Prix Goncourt en 1906, natifs de Saint-Junien, citent cette industrie parmi leurs souvenirs d'enfance.
En 1997, le musicien Alain Gibert s'est impliqué dans la conception d'un spectacle musical inspiré par le travail du cuir à Saint-Junien, Dans la peau, aux côtés du chef d'orchestre Jean Jeudi et du luthier Philippe Destrem.
Le roman Deux âmes dans la tourmente, publié en 2022 par Christine Malgorn aux éditions Mon Limousin, dépeint aussi l'histoire syndicale de Saint-Junien.